# Ademilde Fonseca
Ademilde Fonseca Delfino (São Gonçalo do Amarante, 4 de março de 1921 — Rio de Janeiro, 27 de março de 2012), mais conhecida como Ademilde Fonseca, foi uma cantora brasileira. Suas interpretações a consagraram como a maior intérprete do choro cantado, sendo considerada a "Rainha do choro". Trabalhou por mais de dez anos na TV Tupi e seus discos renderam mais de meio milhão de cópias. Além de fazer sucesso em terras nacionais, regravou grandes sucessos internacionais e se apresentou em outros países.

## História
Aos 19 anos, Ademilde se casou em Natal com o violonista Naldimar Gedeão Delfim. Juntos, formaram um grupo mambembe de teatro e música. Para escapar das poucas oportunidades de trabalho na região, a família mudou-se para o Rio de Janeiro em 1940. Assim que chegou na capital ela não perdeu tempo e tratou de fazer uma visita à Rádio Clube do Brasil, na qual foi apresentada a Gastão do Rêgo Monteiro, locutor-chefe da emissora. Ele então apresentou-a Benedito Lacerda, e ele apresentou-a Braguinha.
Em 1942, após a morte de Zequinha de Abreu, a Ademilde Fonseca incentivada por esses mestres foi aos estúdios da gravadora Columbia, na época dirigida por João de Barro (o Braguinha), e fez a sua primeira gravação Tico-tico no Fubá, com letra de Eurico Barreiros, o primeiro a colocar letra na canção. Após o Tico-tico no Fubá sucesso com ela criou vínculo com o choro que era tão forte que os autores começaram a criar suas composições pensando nela. Quando os choros instrumentais eram transformados em canções, as letras eram escritas especialmente para ela interpretar. Essa harmonia perfeita era evidente em tudo.
Em 1944 conseguiu um contrato com a Rádio Tupi, no Rio de Janeiro; Em 1945 interpretou a polca Rato, Rato, que é considerada um clássico do gênero choro e lhe rendeu o título de Rainha do Choro.
Na década de 1970, o choro ressurgiu, em parte como um símbolo de resistência cultural frente a ditadura. Ademilde passou a fazer apresentações, inclusive em locais simbólicos como o Teatro de Arena. Nessa fase ela recebeu composições de uma nova geração de músicos, como Paulinho da Viola, Martinho da Vila e a dupla João Bosco e Aldir Blanc. Em sua homenagem, esta última compôs Títulos de Nobreza (Ademilde no Choro), uma canção gravada por Ademilde em 1975.
Faleceu no Rio de Janeiro aos 91 anos, e foi sepultada no Cemitério de São João Batista.

## Discografia

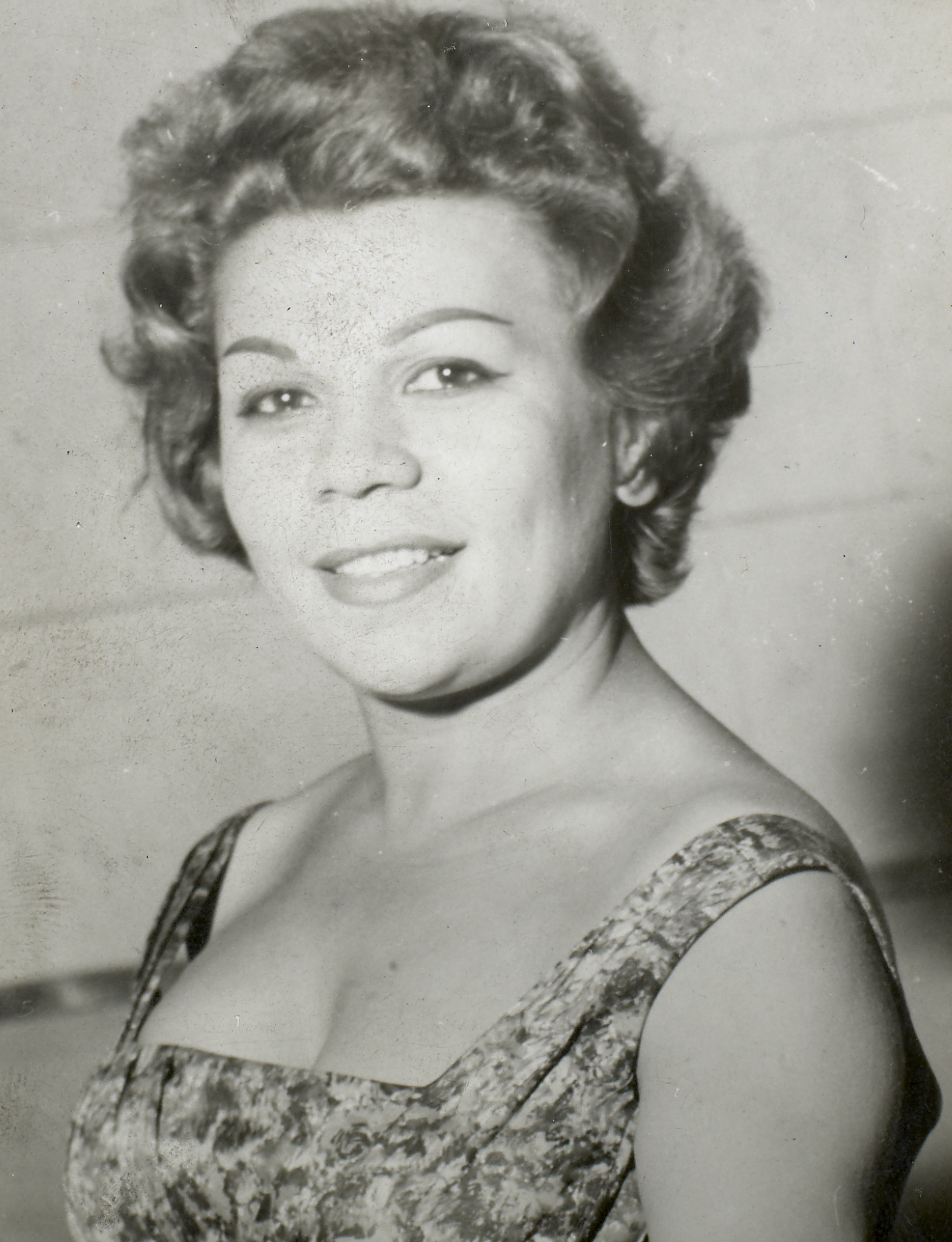
Ademilde Fonseca (1959).

- 1942 — Tico-Tico no Fubá/Volte pro morro — Columbia
- 1942 — Altiva América/Racionamento — Columbia
- 1942 — Apanhei-te cavaquinho/Urubu malandro — Columbia
- 1944 — Brinque a vontade!…/Os narigudos — Continental
- 1944 — Dinorá/É de amargar — Continental
- 1945 — O que vier eu traço/Xem-em-ém — Continental
- 1945 — Rato, rato/História difícil — Continental
- 1946 — Estava quase adormecendo/Sonoroso — Continental
- 1948 — Vou me acabar/Sonhando — Continental
- 1950 — João Paulino/Adeus, vou-me embora — Continental
- 1950 — Brasileirinho/Teco-teco — Continental
- 1950 — Molengo/Derrubando violões — Todamérica
- 1950 — Vão me condenar/Não acredito — Todamérica
- 1951 — Delicado/Arrasta-pé — Todamérica
- 1951 — Galo garnizé/Pedacinhos do céu — Todamérica
- 1951 — Meu senhor/Minha frigideira — Todamérica
- 1952 — Só você/Baião em Cuba — Todamérica
- 1952 — Gato, gato/Doce melodia — Todamérica
- 1952 — Sentenciado/Liberdade — Todamérica
- 1953 — Vaidoso/Turista — Todamérica
- 1953 — Meu Cariri/Se amar é bom — Todamérica
- 1953 — Papel queimado/Sapatinhos — Todamérica
- 1953 — Uma casa brasileira/Se Deus quiser — Todamérica
- 1954 — Pinicadinho/Tem 20 centavos aí? — Todamérica
- 1954 — Qué pr'ocê?/Mar sereno — Todamérica
- 1954 — Dono de ninguém/Neste passo — Todamérica
- 1954 — A hora é essa/Amei demais — Todamérica
- 1955 — Rio antigo/Saliente — Todamérica
- 1955 — Saudades do rio/Dó-ré-mi-fá — Todamérica
- 1955 — Polichinelo/Na vara do trombone — Odeon
- 1956 — Xote do Totó/Acariciando — Odeon
- 1956 — A situação/Procurando você — Odeon
- 1957 — Teia de aranha/Té amanhã — Odeon
- 1957 — Falsa impressão/Telhado de vidro — Odeon
- 1958 — Eu vou na onda — Odeon
- 1958 — Rainha do mar/Cortina do meu lar — Odeon
- 1958 — À La Miranda — Odeon LP
- 1959 — Na Baixa do Sapateiro/Io (Eu) — Odeon
- 1959 — Voz + Ritmo = Ademilde Fonseca — Philips
- 1960 — Tá vendo só/Indiferença — Philips
- 1960 — Choros Famosos — Philips
- 1961 — De apito na boca/É o que ela quer — Philips
- 1961 — Boato/Que falem de mim — Philips
- 1962 — Pé de meia/Quem resolve é a mulher — Philips
- 1963 — Marcha do pinica/"Tô" de bobeira — Marcobira
- 1964 — Esquece de mim/Carnaval na lua — Serenata
- 1975 — Ademilde Fonseca — Top Tape
- 1976 — Série Ídolos MPB Nº 14 Ademilde Fonseca
- 1977 — A Rainha Ademilde & seus chorões maravilhosos — MIS/Copacabana
- 1997 — A Rainha do Choro
- 1998 — Ademilde Fonseca — Vol. 2
- 2000 — As Eternas Cantoras do Rádio — Carmélia Alves, Violeta Cavalcanti, Ademilde Fonseca e Ellen de Lima — Leblon Recors
- 2000 — A Música Brasileira deste século por seus autores e intérpretes — Ademilde Fonseca
- 2000 — Vê se gostas — Jacob do Bandolim, Waldir Azevedo e Ademilde Fonseca
- 2000 — Chorinhos e Chorões — Vol. 2
- 2000 — Ademilde Fonseca — 20 Selecionadas
- 2001 — Café Brasil Conjunto Época de Ouro, Paulinho da Viola, Ademilde Fonseca e outros — Teldec